# Campionati europei di ciclismo su pista 2018 - Keirin femminile
La keirin femminile ai Campionati europei di ciclismo su pista 2018 si è svolta il 7 agosto 2018 presso la Commonwealth Arena and Sir Chris Hoy Velodrome di Glasgow, nel Regno Unito.
Hanno partecipato 22 cicliste appartenenti a 13 federazioni.

## Podio
| Pos.    | Atleta           | Nazionalità |
| ------- | ---------------- | ----------- |
| Oro     | Mathilde Gros    | Francia     |
| Argento | Nicky Degrendele | Belgio      |
| Bronzo  | Dar'ja Šmelëva   | Russia      |

## Risultati

### Primo turno
Si qualificano per le semifinali le prime 2 di ogni batteria, le altre vanno ai ripescaggi.

#### Batteria 1
| Posizione | Atleta              | Nazione     | Note |
| --------- | ------------------- | ----------- | ---- |
| 1         | Anastasia Voynova   | Russia      | Q    |
| 2         | Shanne Braspennincx | Paesi Bassi | Q    |
| 3         | Urszula Los         | Polonia     |      |
| 4         | Robyn Stewart       | Irlanda     |      |
| 5         | Sara Kankovska      | Rep. Ceca   |      |

#### Batteria 2
| Posizione | Atleta             | Nazione       | Note |
| --------- | ------------------ | ------------- | ---- |
| 1         | Katy Marchant      | Gran Bretagna | Q    |
| 2         | Mathilde Gros      | Francia       | Q    |
| 3         | Lyubov Basova      | Ucraina       |      |
| 4         | Maila Andreotti    | Italia        |      |
| 5         | Julita Jagodzińska | Polonia       |      |

#### Batteria 3
| Posizione | Atleta             | Nazione       | Note |
| --------- | ------------------ | ------------- | ---- |
| 1         | Nicky Degrendele   | Belgio        | Q    |
| 2         | Sophie Capewell    | Gran Bretagna | Q    |
| 3         | Simona Krupeckaitė | Lituania      |      |
| 4         | Emma Hinze         | Germania      |      |
| 5         | Helena Casas       | Spagna        |      |
| 6         | Elena Bissolati    | Italia        |      |

#### Batteria 4
| Posizione | Atleta              | Nazione     | Note |
| --------- | ------------------- | ----------- | ---- |
| 1         | Laurine van Riessen | Paesi Bassi | Q    |
| 2         | Sandie Clair        | Francia     | Q    |
| 3         | Dar'ja Šmelëva      | Russia      |      |
| 4         | Tania Calvo         | Spagna      |      |
| 5         | Migle Marozaite     | Lituania    |      |
| 6         | Olena Starikova     | Ucraina     |      |

### Ripescaggi primo turno
La prima di ogni batteria si qualifica alle semifinali 

#### Batteria 1
| Posizione | Atleta       | Nazione | Note |
| --------- | ------------ | ------- | ---- |
| 1         | Urszula Los  | Polonia | Q    |
| 2         | Tania Calvo  | Spagna  |      |
| 3         | Helena Casas | Spagna  |      |

#### Batteria 2
| Posizione | Atleta             | Nazione  | Note |
| --------- | ------------------ | -------- | ---- |
| 1         | Emma Hinze         | Germania | Q    |
| 2         | Lyubov Basova      | Ucraina  |      |
| 3         | Julita Jagodzinska | Polonia  |      |

#### Batteria 3
| Posizione | Atleta             | Nazione   | Note |
| --------- | ------------------ | --------- | ---- |
| 1         | Olena Starikova    | Ucraina   | Q    |
| 2         | Sara Kankovska     | Rep. Ceca |      |
| 3         | Simona Krupeckaitė | Lituania  |      |
| 4         | Maila Andreotti    | Italia    |      |

#### Batteria 4
| Posizione | Atleta          | Nazione  | Note |
| --------- | --------------- | -------- | ---- |
| 1         | Dar'ja Šmelëva  | Russia   | Q    |
| 2         | Robyn Stewart   | Irlanda  |      |
| 3         | Migle Marozaite | Lituania |      |
| 4         | Elena Bissolati | Italia   |      |

### Semifinali
Si qualificano per la finale le prime tre atlete di ogni batteria, le altre si qualificano per la finale di consolazione.

#### Batteria 1
| Posizione | Atleta              | Nazione       | Note |
| --------- | ------------------- | ------------- | ---- |
| 1         | Laurine van Riessen | Paesi Bassi   | Q    |
| 2         | Mathilde Gros       | Francia       | Q    |
| 3         | Dar'ja Šmelëva      | Russia        | Q    |
| 4         | Anastasia Voynova   | Russia        |      |
| 5         | Sophie Capewell     | Gran Bretagna |      |
| 6         | Urszula Los         | Polonia       |      |

#### Batteria 2
| Posizione | Atleta              | Nazione       | Note |
| --------- | ------------------- | ------------- | ---- |
| 1         | Nicky Degrendele    | Belgio        | Q    |
| 2         | Katy Marchant       | Gran Bretagna | Q    |
| 3         | Sandie Clair        | Francia       | Q    |
| 4         | Shanne Braspennincx | Paesi Bassi   |      |
| 5         | Emma Hinze          | Germania      |      |
| 6         | Olena Starikova     | Ucraina       |      |

### Finali

#### Finale di consolazione
| Posizione | Atleta              | Nazione       | Note |
| --------- | ------------------- | ------------- | ---- |
| 7         | Anastasia Voynova   | Russia        |      |
| 8         | Sophie Capewell     | Gran Bretagna |      |
| 9         | Urszula Los         | Polonia       |      |
| 10        | Shanne Braspennincx | Paesi Bassi   |      |
| 11        | Emma Hinze          | Germania      |      |
| 12        | Olena Starikova     | Ucraina       |      |

#### Finale
| Posizione | Atleta              | Nazione       | Note |
| --------- | ------------------- | ------------- | ---- |
| 1         | Mathilde Gros       | Francia       |      |
| 2         | Nicky Degrendele    | Belgio        |      |
| 3         | Dar'ja Šmelëva      | Russia        |      |
| 4         | Sandie Clair        | Francia       |      |
| 5         | Laurine van Riessen | Paesi Bassi   |      |
| 6         | Katy Marchant       | Gran Bretagna |      |